# KPPP
KPPP je počítačový program pro připojení počítače k internetu pomocí protokolu Point-to-Point, který se nejčastěji používá u vytáčeného připojení přes telefonní linku, za pomoci modemu. Je součástí grafického uživatelského prostředí KDE a je tedy postaven na knihovně Qt. Tvoří frontend (uživatelské rozhraní, koncovou aplikaci) k pppd. Používá se i k připojení přes mobilní telefony pomocí GPRS a EDGE. Pracuje s jakýmkoli zařízením, které rozpozná systém, tzn. že modem může být připojen např. přes USB, Bluetooth a Sériový port.

## Vlastnosti
- Vysoká konfigurovatelnost – lze nastavit takřka všechno
- Přehledné statistiky, vč. výpočtu ceny připojení a přenesených dat
- Při připojení je pohlcen do systémového panelu, kde zorazuje aktivitu připojení

## Externí odkazy

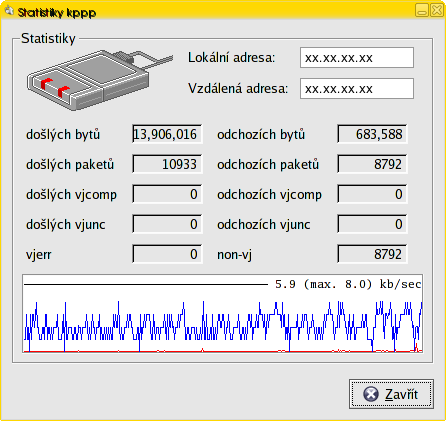
Statistiky přenosu programu během připojení.